# Plasmahøjttaler
Plasmahøjttaler er en form højttaler som varierer lufttrykket via en højenergi elektrisk plasma. Der er ingen fast membran.
Plasmaet dannes af elektroder forbundet til output af en højspændings effektforstærker. Effektforstærkerens tilførte lydsignal varierer størrelsen af plasma udladningen, koronaudladningen eller lysbuen, som så opfører sig som en akustisk udstrålende ultra lavmasse element. De akustiske bølger breder sig i luften og opfattes som lyd af tilhørere.
Teknikken er en evolution af William Duddells "syngende lysbue" fra ca. 1900, og en innovation relateret til ion-motorers rumfartøjs fremdrift. 
Et lynnedslag kan opfattes som en gigantisk plasmahøjttaler – der fungerer i kort tid.
Det skal bemærkes, at en plasmahøjttaler danner noget ozon. Ozon er en aggressiv oksidant og i større mængder, vil den mærkbart angribe slimhinder (f.eks. lunger).